# Przedsiębiorstwo Produkcyjno-Usługowe ZAP-Robotyka
Przedsiębiorstwo Produkcyjno-Usługowe ZAP-Robotyka Sp. z o.o – polskie zakłady produkujące i instalujące urządzenia oraz systemy automatyki, pomiarów, sterowania i sygnalizacji w przemyśle z siedzibą w Ostrowie Wielkopolskim. W szczytowym okresie rozwoju zatrudniano ponad 3200 osób. Inne nazwy: Zakłady Automatyki Przemysłowej ZAP S.A. w Ostrowie Wielkopolskim, MERA-ZAP, MERA-ZAP-MONT, ZAP, w dalszym tekście skrót ZAP.

## Historia i działalność w latach 1945–1990
ZAP powstał z połączenia dwóch niedużych fabryk wyrobów metalowych działających od 1945. Początkowo Państwowe Zakłady Mechaniczne. Od 1949 otrzymał nazwę Fabryka Wyrobów Metalowych im. J. Marchlewskiego. We współpracy z WSK Okęcie w 1950 rozpoczęto wytwarzanie urządzeń hydraulicznej automatyki strumieniowej systemu Askania. W 1959 przyjęto nazwę Zakłady Automatyki Przemysłowej im. J. Marchlewskiego. Stworzono nowe wyroby z zakresu automatyki: elektroniczny system automatyki USB 60, typoszeregi przetworników pomiarowych wielkości fizycznych i siłowników, elektroniczne systemy zbierania i przetwarzania danych (TM 10, PI, ESIW), zestaw regulatorów dwustanowych i bezpośrednich, zestaw sterowania SAB, system obudów. Zakupiono licencję sterownika programowalnego PC4k. Zakłady wykonywały usługi automatyzacji kompleksowej, tj. projektowanie, wykonawstwo szaf i pulpitów, dostawy kompletu urządzeń, montaż i rozruch na obiektach. W latach 60. rozpoczęto produkcję dystrybutorów paliw płynnych, a w latach 80. zasilaczy do urządzeń elektronicznych i komputerów, eksportowanych w znacznych ilościach do b. ZSRS. Struktura organizacyjna była mieszana – obok zakładu głównego (ok. 2700 osób) zarządzanego liniowo istniały trzy zakłady podległe na wewnętrznym rozrachunku (ok. 500 osób łącznie). Wydarzenia społeczne i polityczne roku 1980 nie ominęły ZAP. W lipcu 1980 miał miejsce strajk załogi wyprzedzający wydarzenia w Stoczni Gdańskiej. W okresie 1980–1989 ZAP był postrzegany jako ośrodek opozycji solidarnościowej, lecz nie wystąpiły w nim wydarzenia o gwałtownym charakterze. Od 1980 istniała pochodząca z powszechnych wyborów Rada Pracownicza.

## Historia po 1990 i restrukturyzacja
Zmiany społeczno-polityczne i gospodarcze w Polsce po 1989, upadek ZSRS, zjednoczenie Niemiec i wstrzymanie inwestycji w b. NRD spowodowały szybką utratę zamówień. Na uwolnionym rynku pojawiły się doświadczone i renomowane firmy konkurencyjne. Dodatkowe obciążenie stanowiła rozpoczęta wielka inwestycja w dziedzinie robotów przemysłowych i utrzymywanie Zespołu Szkół Zakładowych. Od 1 stycznia 1991 zmieniono strukturę organizacyjną przedsiębiorstwa na dywizjonalną, zorganizowaną wokół głównych kierunków biznesowych. Utworzono 8 zakładów na wewnętrznym rozrachunku z zachowaniem niektórych funkcji centrali. Od 1 lipca 1991 Minister Przekształceń Własnościowych zmienił status prawny ZAP na jednoosobową spółkę Skarbu Państwa. Wobec spadku zamówień zarząd spółki podjął kroki restrukturyzacyjne. Rozwiązano i poddano prywatyzacji trzy zakłady (projektowania, produkcji doświadczalnej, wykonawstwa inwestycyjnego). Zespół Szkół Zakładowych przekazano Kuratorium Oświaty w Kaliszu. W następnych latach prywatyzowano działalności pomocnicze (służby socjalne, poligraficzne, serwis, służby remontowe, produkcję narzędzi i części złącznych, obsługę prawną). Jednocześnie zadbano o jakość wyrobów i usług. ZAP uzyskał certyfikat ISO 9000 od firmy TUV-CERT-BERLIN. Wprowadzono nowe sposoby planowania, budżetowania i rachunkowości przy wykorzystaniu technik informatycznych. Po podwyższeniu kapitału akcyjnego w 1997 akcje ZAP objęły Pierwszy Narodowy Fundusz Inwestycyjny (NFI) i Agencja Rozwoju Przemysłu. Skarb Państwa przestał być dominującym właścicielem. Po korektach zakresu działania zakładów, stanowiących wewnętrzna strukturę ZAP, przekształcono je i zarejestrowano jako sp. z o.o. ze 100% własnością ZAP, a następnie ZAP rozpoczął sprzedaż swoich udziałów. W większości nastąpił proces management buy-out. W ten sposób powstały sprywatyzowane podmioty działające na terenie ZAP / nazwy skrótowe/: ZAP-KOOPERACJA, ZAP-MECHANIKA, ZAP-ROBOTYKA. METAL-ZAP, TOOL-ZAP, ZAP-Rachunkowość i inne. Pierwszy NFI zarządzał również przedsiębiorstwem MERA-PNEFAL sp.z o.o. w Warszawie, także z branży automatyki. Podjęto decyzję właścicielską o połączeniu Zakładu Systemów Automatyki MERA-PNEFAL sp.z o.o. z „zapowskim” Zakładem Automatyzacji Obiektów ZAP-AUTOMATYKA sp.z o.o. tworząc nowe przedsiębiorstwo CONTROLMATICA ZAP-PNEFAL sp.z o.o. Firma ta została przejęta przez APLISENS S.A. i stanowi jego oddział. Pozostałe składniki ZAP S.A. oraz MERA-PNEFAL sp.z o.o. połączono w spółkę MERA PNEFAL ZPC S.A., a po zmianie nazwy ostatecznie w przedsiębiorstwo MERA METAL S.A. 1 kwietnia 2008 ZAP został wykreślony z KRS. Zakłady obecnie (2020) stanowią park przemysłowy, gdzie funkcjonuje kilkadziesiąt podmiotów gospodarczych i instytucji. Zatrudnia ponad 1200 osób.

## Największe obiekty automatyzowane przez ZAP
Elektrownie: Adamów, Siersza II, Łagisza II, Turów, Pątnów, Ostrołęka, Kozienice, Rybnik, Dolna Odra, Jaworzno, Stalowa Wola, Połaniec, Bełchatów, Huainan (Chiny), Madras (Indie), Tuzla II9 (Bośnia i Hercegowina), Rurkela (Indie), Elektrownia Prunéřov (Czechy), Oroszlány (Węgry), Chemnitz (Niemcy) oraz elektrociepłownie (w tym: EC Siekierki, EC Katowice, EC Opole, EC Kraków Łęg, EC Bielsko-Biała, EC Bydgoszcz) i ciepłownie przemysłowe.
Obiekty gospodarki wodnej: Wodociąg Praski Warszawa, Wodociąg Sulejów, Goczałkowice, Dziećkowice, Będzin, Piotrków Trybunalski, Toruń, Włocławek, Wisła, Ostrów Wielkopolski, Khir Area Bagdad, Najaf, Kut (Irak), Shatt-el Arab (Egipt), Teheran (Iran), Bańska Bystrzyca, Turček, Liptowski Mikułasz (Słowacja), Nýrsko (Czechy). ZAP obsłużył również liczne obiekty w przemyśle materiałów budowlanych, przemyśle papierniczym, maszynowym i hutniczym.

## Kierownictwo od 1945
Przedsiębiorstwo państwowe
- Henryk Tasiemski (1945–1948)
- Jerzy Pietruszka (1948–1949)
- Antoni Wojciechowski (1949–1953)
- Stefan Lesiak (1953–1956)
- Franciszek Pieprzycki (1957–1960)
- Jerzy Krajewski (1960–1962)
- Edmund Mikołajczak (1962–1963)
- Henryk Banaszyński (1963–1967)
- Janusz Garbacz (1967–1968)
- Henryk Różański (1968)
- Józef Borowiak (1968–1973)
- Jerzy Przybylski (1973–1978)
- Franciszek Zawisza (1978–1981)
- Władysław Jakubowski (1981–1982)
- Bolesław Kowalczyk (1982–1990)
- Stanisław Małyszka (1990)
- Witold Sitarz (1990–1991)[5]

Prezesi zarządu spółki akcyjnej
- Witold Sitarz (1991–1993)
- Jerzy Guzikowski (1993–1999)
- Jacek Płocharz (1999–2000)
- Kazimierz Glinkowski (2000–2001)
- Robert Żurawski (2001–2008)